# Collegio elettorale di Pesaro (Senato della Repubblica)
Il collegio di Pesaro fu un collegio elettorale uninominale della Repubblica Italiana appartenente alla Circoscrizione Marche; fu utilizzato per eleggere un senatore della Repubblica nella XII, XIII e XIV legislatura.
Venne istituito nel 1993 con la cosiddetta Legge Mattarella (Legge n. 276, Norme per l'elezione del Senato della Repubblica), attuata in seguito al referendum abrogativo del 1993. La legge istituì per la Camera dei deputati e per il Senato della Repubblica un sistema di elezione misto, in parte maggioritario e in parte proporzionale. Il 75% dei parlamentari dell'assemblea veniva eletto in collegi uninominali tramite sistema maggioritario a turno unico; il restante 25% al Senato veniva eletto tramite recupero proporzionale dei più votati non eletti attraverso un meccanismo di calcolo denominato scorporo, cioè sottraendo dal conteggio dei voti totali di una lista nella parte proporzionale i voti ottenuti dai candidati collegati alla medesima lista che erano eletti nei collegi uninominali con il sistema maggioritario.
Il collegio venne abolito insieme a tutti gli altri che costituivano il Senato con la promulgazione della legge elettorale successiva, la cosiddetta Legge Calderoli. Questa prevedeva un sistema proporzionale con premio di maggioranza, che al Senato veniva attribuito a livello regionale.

## Territorio
Il collegio di Pesaro era uno dei 6 collegi uninominali in cui erano suddivise le Marche; come previsto dal D.Lgs. del 20 dicembre 1993 n. 535, comprendeva i seguenti comuni: Acqualagna, Apecchio, Auditore, Belforte all'Isauro, Borgo Pace, Cagli, Cantiano, Carpegna, Casteldelci, Colbordolo, Fermignano, Fratte Rosa, Frontino, Frontone, Gabicce Mare, Gradara, Lunano, Macerata Feltria, Maiolo, Mercatello sul Metauro, Mercatino Conca, Mombaroccio, Monte Cerignone, Monte Grimano, Montecalvo in Foglia, Monteciccardo, Montecopiolo, Montelabbate, Novafeltria, Peglio, Pennabilli, Pergola, Pesaro, Petriano, Piandimeleto, Pietrarubbia, Piobbico, San Leo, San Lorenzo in Campo, Sant'Agata Feltria, Sant'Angelo in Lizzola, Sant'Angelo in Vado, Sassocorvaro, Sassofeltrio, Serra Sant'Abbondio, Talamello, Tavoleto, Tavullia, Urbania e Urbino.

## Eletti
| Elezione | Elezione | Senatore          | Partito       |
| -------- | -------- | ----------------- | ------------- |
|          | 1994     | Giorgio Londei    | Progressisti  |
|          | 1996     | Palmiro Ucchielli | L'Ulivo (PDS) |
|          | 1999 (S) | Giuseppe Mascioni | L'Ulivo (DS)  |
|          | 2001     | Giuseppe Mascioni | L'Ulivo (DS)  |

## Dati elettorali

### XII legislatura
|                               | Giorgio Londei ✔️ Eletto | Progressisti       | 72 435  | 50,41 |  |  |  |  |  |
|                               | Giuseppe Berti           | Patto per l'Italia | 29 587  | 20,59 |  |  |  |  |  |
|                               | Paolo Sanchini           | Polo delle Libertà | 22 722  | 15,81 |  |  |  |  |  |
|                               | Gilberto Gasperi         | Alleanza Nazionale | 18 949  | 13,19 |  |  |  |  |  |
| Totale                        | Totale                   | Totale             | 143 693 | 100   |  |  |  |  |  |
|                               |                          |                    |         |       |  |  |  |  |  |
| Voti non validi               | Voti non validi          | Voti non validi    | 10 761  | 6,97  |  |  |  |  |  |
| Votanti                       | Votanti                  | Votanti            | 154 454 | 87,90 |  |  |  |  |  |
| Elettori                      | Elettori                 | Elettori           | 175 722 |       |  |  |  |  |  |
|                               |                          |                    |         |       |  |  |  |  |  |
| Data: 27-28 marzo 1994        |                          |                    |         |       |  |  |  |  |  |
| Fonte: Ministero dell'interno |                          |                    |         |       |  |  |  |  |  |

### XIII legislatura
|                               | Palmiro Ucchielli ✔️ Eletto | L'Ulivo             | 85 923  | 59,79 |  |  |  |  |  |
|                               | Luigi Ragazzini             | Polo per le Libertà | 52 928  | 36,83 |  |  |  |  |  |
|                               | Lino Pandini                | Lega Nord           | 4 849   | 3,37  |  |  |  |  |  |
| Totale                        | Totale                      | Totale              | 143 700 | 100   |  |  |  |  |  |
|                               |                             |                     |         |       |  |  |  |  |  |
| Voti non validi               | Voti non validi             | Voti non validi     | 10 409  | 6,75  |  |  |  |  |  |
| Votanti                       | Votanti                     | Votanti             | 154 109 | 85,81 |  |  |  |  |  |
| Elettori                      | Elettori                    | Elettori            | 179 584 |       |  |  |  |  |  |
|                               |                             |                     |         |       |  |  |  |  |  |
| Data: 21 aprile 1996          |                             |                     |         |       |  |  |  |  |  |
| Fonte: Ministero dell'interno |                             |                     |         |       |  |  |  |  |  |

### XIII legislatura: elezioni suppletive
|                               | Giuseppe Mascioni ✔️ Eletto | L'Ulivo                              | 41 178  | 49,11 |  |  |  |  |  |
|                               | Claudio Cicoli              | Polo per le Libertà                  | 30 708  | 36,62 |  |  |  |  |  |
|                               | Maria Cristina Cecchini     | Partito della Rifondazione Comunista | 11 959  | 14,26 |  |  |  |  |  |
| Totale                        | Totale                      | Totale                               | 83 845  | 100   |  |  |  |  |  |
|                               |                             |                                      |         |       |  |  |  |  |  |
| Voti non validi               | Voti non validi             | Voti non validi                      | 4 915   | 5,54  |  |  |  |  |  |
| Votanti                       | Votanti                     | Votanti                              | 88 760  | 48,05 |  |  |  |  |  |
| Elettori                      | Elettori                    | Elettori                             | 184 718 |       |  |  |  |  |  |
|                               |                             |                                      |         |       |  |  |  |  |  |
| Data: 28 novembre 1999        |                             |                                      |         |       |  |  |  |  |  |
| Fonte: Ministero dell'interno |                             |                                      |         |       |  |  |  |  |  |

### XIV legislatura
|                               | Giuseppe Mascioni ✔️ Eletto | L'Ulivo                              | 74 703  | 49,61 |  |  |  |  |  |
|                               | Roberto Giannotti           | Casa delle Libertà                   | 54 133  | 35,95 |  |  |  |  |  |
|                               | Marino Ruggeri              | Partito della Rifondazione Comunista | 8 090   | 5,37  |  |  |  |  |  |
|                               | Nina Saccomandi             | Lista Di Pietro                      | 3 898   | 2,59  |  |  |  |  |  |
|                               | Giovanni Massimo Rinaldi    | Fiamma Tricolore                     | 3 280   | 2,18  |  |  |  |  |  |
|                               | Graziano Olivieri           | Democrazia Europea                   | 3 033   | 2,01  |  |  |  |  |  |
|                               | Emilio Maria Briganti       | Lista Pannella-Bonino                | 2 454   | 1,63  |  |  |  |  |  |
|                               | Lamberto Roberti            | Parlamentare Indipendente            | 993     | 0,66  |  |  |  |  |  |
| Totale                        | Totale                      | Totale                               | 150 584 | 100   |  |  |  |  |  |
|                               |                             |                                      |         |       |  |  |  |  |  |
| Voti non validi               | Voti non validi             | Voti non validi                      | 7 191   | 4,56  |  |  |  |  |  |
| Votanti                       | Votanti                     | Votanti                              | 157 775 | 84,65 |  |  |  |  |  |
| Elettori                      | Elettori                    | Elettori                             | 186 376 |       |  |  |  |  |  |
|                               |                             |                                      |         |       |  |  |  |  |  |
| Data: 13 maggio 2001          |                             |                                      |         |       |  |  |  |  |  |
| Fonte: Ministero dell'interno |                             |                                      |         |       |  |  |  |  |  |